# Iwade
Iwade (japanisch 岩出市, -shi) ist eine Stadt in der japanischen Präfektur Wakayama.

## Geographie
Iwade ist im nördlichen Teil der Präfektur Wakayama gelegen. Die südliche Hälfte der Stadt bildet eine Schwemmlandebene mit Flussterrassen, in der sich städtische und ländliche Gebiete ausbreiten. Im südlichen Teil der Stadt fließt der Kinokawa, einer der größeren Flüsse Japans, von Osten nach Westen. Im Norden verläuft die Izumi-Gebirgskette von Ost nach West, die nach Osten hin an Höhe gewinnt. Die kleinen und mittelgroßen Flüsse, die dort entspringen, bilden Seitentäler und Ausläufer auf der Terrassenebene, von denen viele in den Kinokawa münden.

## Weblinks

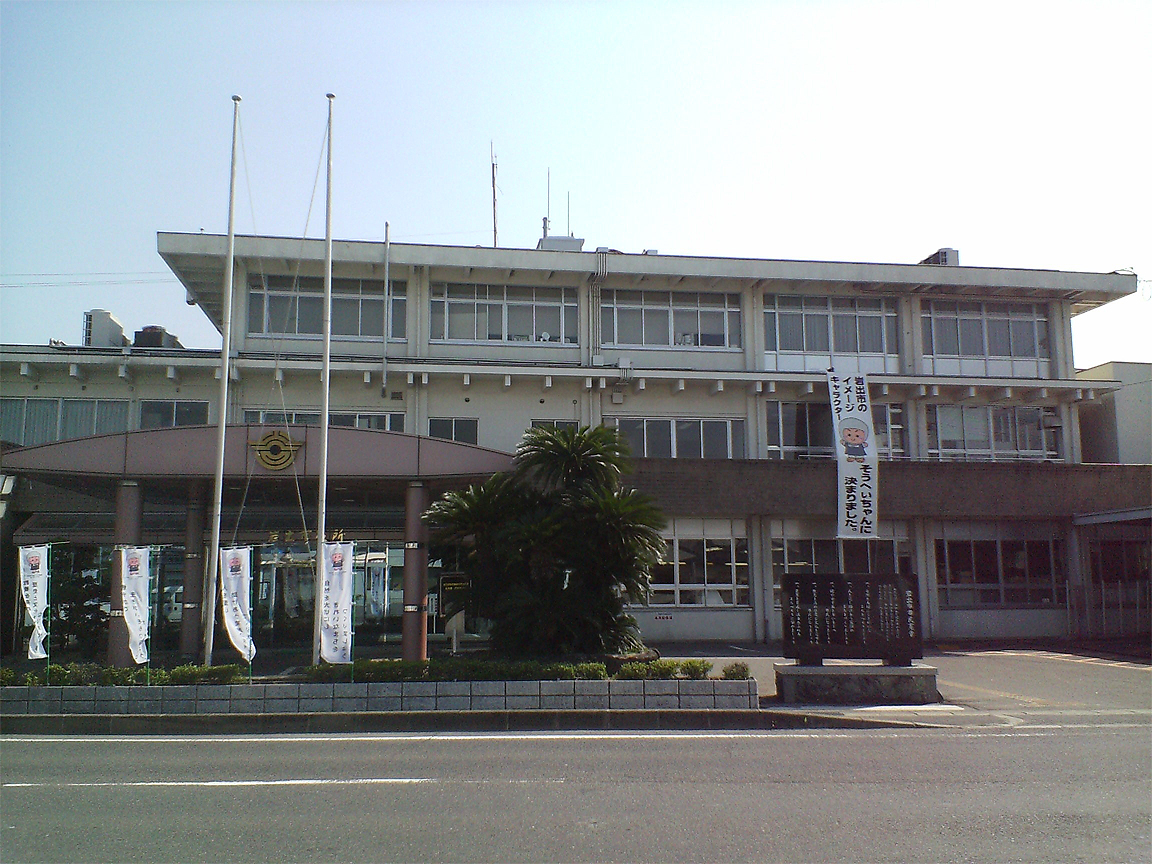
Rathaus von Iwade

## Verkehr
- Zug
  - JR Wakayama-Linie
- Straße:
  - Nationalstraße 24

## Angrenzende Städte und Gemeinden
- Präfektur Wakayama
  - Kinokawa
  - Wakayama
- Präfektur Osaka
  - Sennan
  - Hannan